# La ruta
La ruta es una serie de televisión por internet española de drama coming-of-age, creada por Borja Soler y Roberto Martín Maiztegui para Atresplayer Premium. Fue producida por Caballo Films y está protagonizada por Àlex Monner, Claudia Salas, Ricardo Gómez, Elisabet Casanovas y Guillem Barbosa. Se estrenó en Atresplayer Premium el 13 de noviembre de 2022.
El 20 de septiembre de 2022, durante la presentación de sus futuras ofertas en el Festival Internacional de Cine de San Sebastián, Atresplayer Premium anunció que había renovado la serie por una segunda temporada antes del estreno de la primera, la cual tendría de título La ruta: Ibiza.

## Trama
La serie se enfoca en cinco amigos – Marc Ribó (Àlex Monner), Toni (Claudia Salas), Sento (Ricardo Gómez), Nuria (Elisabet Casanovas) y Lucas Ribó (Guillem Barbosa) – del municipio de Sueca, Provincia de Valencia, durante los años más significativos y los menos conocidos de la Ruta Destroy, o Ruta del Bakalao - desde que entraron por primera vez en Barraca en 1981 con 18 años, hasta que se despiden en una masificada Ruta con 30 años en 1993.

## Reparto

### Reparto principal
- Àlex Monner como Marc Ribó
- Claudia Salas como Antonia "Toni" Mochales
- Ricardo Gómez como Vicente "Sento" Alberola
- Elisabet Casanovas como Nuria Miralles Pont
- Guillem Barbosa como Lucas Ribó

### Reparto secundario
- Sonia Almarcha como Carmen
- Luis Bermejo como Miguel Ribó
- Victoria Oliver como Vero
- Candela Pradas como Carla Gascó Gutiérrez
- Rulo Pardo como Rulo
- Sergio del Fresno como Roger Mansilla
- David Climent como Eduardo Roig
- Josep Manel Casany como Giner
- Rosana Espinós como Antonia
- Oriol Pla como Manu
- Nao Albet como Enric
- Héctor Juezas como Arturo Roger
- Carmen Asecas como Noe
- Inma Sancho como Puri Spook
- Hugáceo Crujiente como la Emperatriz

## Episodios
| N.º | Título                | Dirigido por          | Escrito por                                                                                 | Fecha de lanzamiento original |
| --- | --------------------- | --------------------- | ------------------------------------------------------------------------------------------- | ----------------------------- |
| 1   | «Puzzle, 93»          | Borja Soler           | Roberto Martín Maiztegui, Clara Botas, Silvia Herreros de Tejada y Borja Soler              | 13 de noviembre de 2022       |
| 2   | «N.O.D., 91»          | Borja Soler           | Clara Botas, Roberto Martín Maiztegui, Silvia Herreros de Tejada y Borja Soler              | 13 de noviembre de 2022       |
| 3   | «Actv, 89»            | Borja Soler           | Roberto Martín Maiztegui, Clara Botas, Silvia Herreros de Tejada y Borja Soler              | 20 de noviembre de 2022       |
| 4   | «Espiral, 87. Cara A» | Belén Funes           | Clara Botas, Roberto Martín Maiztegui, Silvia Herreros de Tejada y Borja Soler              | 27 de noviembre de 2022       |
| 5   | «Espiral, 87. Cara B» | Belén Funes           | Pablo Remón, Clara Botas, Roberto Martín Maiztegui, Silvia Herreros de Tejada y Borja Soler | 4 de diciembre de 2022        |
| 6   | «Spook Factory, 85»   | Carlos Marqués-Marcet | Clara Botas, Roberto Martín Maiztegui, Silvia Herreros de Tejada y Borja Soler              | 11 de diciembre de 2022       |
| 7   | «Chocolate, 83»       | Carlos Marqués-Marcet | Roberto Martín Maiztegui, Clara Botas, Silvia Herreros de Tejada y Borja Soler              | 18 de diciembre de 2022       |
| 8   | «Barraca, 81»         | Borja Soler           | Clara Botas, Roberto Martín Maiztegui, Silvia Herreros de Tejada y Borja Soler              | 25 de diciembre de 2022       |

## Producción
El 12 de octubre de 2020, se anunció que Atresplayer Premium había encargado a la productora Caballo Films (conocida por producir las películas de Rodrigo Sorogoyen, así como su serie Antidisturbios) una serie sobre la Ruta Destroy, llamada La ruta, la cual fue creada por Borja Soler y Roberto Martín Maiztegui. En diciembre de 2021, durante el Atresplayer Premium Day, se anunció que el reparto de la serie estaba encabezado por Àlex Monner, Claudia Salas, Ricardo Gómez, Elisabet Casanovas y Guillem Barbosa. El rodaje de la serie comenzó en febrero de 2022 en la Comunidad Valenciana, durando 18 semanas.
El 20 de septiembre de 2022, el director de contenidos de Atresmedia, José Antonio Antón, anunció que la serie fue renovada por una segunda temporada antes del estreno de la primera, ambientada en Ibiza y bajo el nombre de La ruta: Ibiza; sin embargo, también dijo que la segunda temporada no pretendía continuar la historia de la primera, y que no se había decidido aún si volverían personajes de la primera temporada o si, por el contrario, se centraría en un grupo completamente nuevo.

## Lanzamiento
En julio de 2022, Atresplayer Premium anunció que La ruta sería una de las tres series de la plataforma (las otras dos siendo La novia gitana y la segunda temporada de Cardo) que se presentarían en el Festival Internacional de Cine de San Sebastián. La presentación y proyección de la serie tuvo lugar el 22 de septiembre de 2022. Ese mismo día, se anunció que la serie se estrenaría en Atresplayer el 13 de noviembre de 2022.